# Empoasca thapae
Empoasca thapae är en insektsart som beskrevs av Irena Dworakowska 1994. Empoasca thapae ingår i släktet Empoasca och familjen dvärgstritar. Inga underarter finns listade i Catalogue of Life.